# Pseudodiaptomus inopinus
Pseudodiaptomus inopinus is een eenoogkreeftjessoort uit de familie van de Pseudodiaptomidae. De wetenschappelijke naam van de soort is voor het eerst geldig gepubliceerd in 1913 door Burckhardt.